# Zagubieni w kosmosie
Zagubieni w kosmosie (tytuł oryg. Lost in Space) – amerykański telewizyjny serial fantastycznonaukowy emitowany w latach 1965–1968 stworzony przez Irwina Allena. Serial liczył 3 sezony i 84 odcinki (pierwszy sezon był czarno-biały).

## Powiązania
Jest luźno oparty na szwajcarskiej powieści Der Schweizerische Robinson z 1812 r. oraz serii komiksów pt. The Space Family Robinson.

## Nagrody
Serial 2-krotnie nominowano do Primetime Emmy Awards (1966, 1968). W 2005 r. serial został nominowany do nagrody Saturn w kategorii najlepszy serial retro wydany na DVD za sezon 1 i 2, a w 2016 r. również dostał nominację do tej nagrody dla najlepszego wydania serialu telewizyjnego na DVD/Blu-Ray.

## Fabuła
Jest rok 1997. Na przeludnionej Ziemi ludziom z trudem udaje się przetrwać. Profesor John Robinson, jego żona Maureen, trójka dzieci – Judy, Penny i Will oraz major Don West zostają wyznaczani do lotu na planetę Alfa Centauri, a ich zadaniem jest sprawdzenie, czy planeta jest zdatna do zamieszkania. Na pokładzie znajduje się również doktor Zachary Smith, który usiłuje sabotować misję.

## Obsada
- Guy Williams – prof. John Robinson (wszystkie 84 odcinki)[6]
- June Lockhart – dr Maureen Robinson (84)
- Mark Goddard – mjr Don West (84)
- Marta Kristen – Judy Robinson (84)
- Bill Mumy – Will Robinson (84)
- Angela Cartwright – Penny Robinson (84)
- Jonathan Harris – dr Zachary Smith (83)
- Dick Tufeld – głos robota (84)
- Bob May – robot (82)
- Dawson Palmer – postacie „obcych” (16)
- Judy (szympans) – Debbie the Bloop (11)
- John Hunt – Saticon #2 (7)
- Jim Mills – Saticon #1 (5)
- Joe E. Tata – głos robota (5)
- Harry Monty – postacie „obcych” (4)
- Paul Kessler – Saticon #3 (4)
- Fred Krone – postacie „obcych” (4)
- Bart La Rue – postacie/głosy „obcych” (4)
- Dee Hartford – Verda (3)
- Fritz Feld – p. Zumdish (3)
- Sheila Allen – Ruth Templeton (3)
- Ron Gans – postacie „obcych” (3)
- Ronald Weber – Mort (3)
- Vitina Marcus – Lorelei (2)
- Albert Salmi – kpt. Alonzo P. Tucker (2)
- Michael Rennie – the Keeper (2)
- Robert Foulk – Cragmire (2)
- Marcel Hillaire – Phanzig (2)
- Leonard Stone – Furnam (2)
- Don Matheson – Rethso (2)
- Tiger Joe Marsh – role epizodyczne (2)
- Keith Taylor – Theodore (2)
- Allan Melvin – Enforcer Claudio (2)
- Hoke Howell – sierż. Rogers (2)
- Larry Dean – drewniany żołnierz (2)

W epizodach wystąpili m.in.: Michael Ansara (1 odcinek), John Carradine (1) oraz Kurt Russell (1).